# Norbert Radermacher

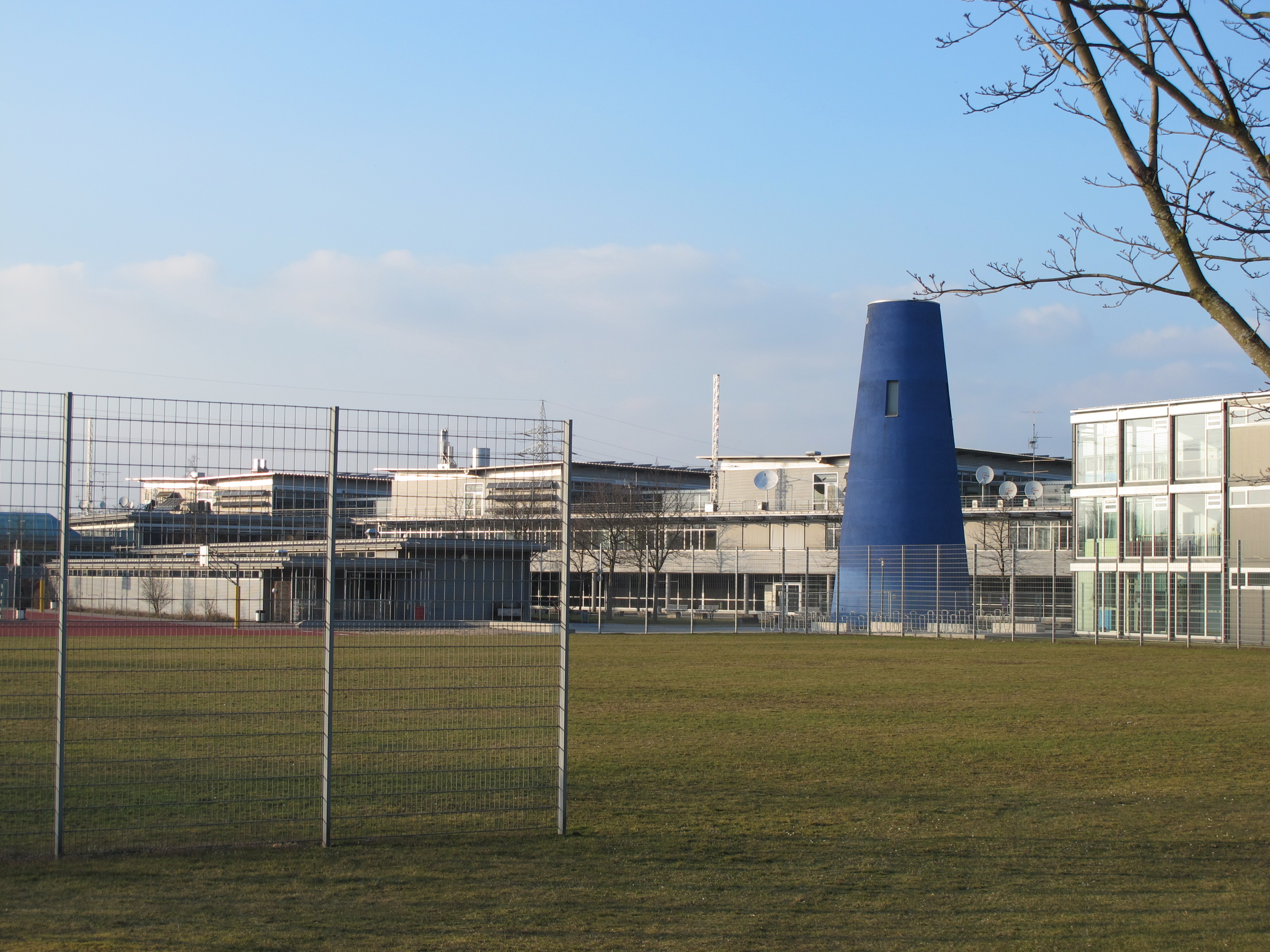
Der blaue Pendelturm von Norbert Radermacher an den Berufsschulen an der Bergsonstraße in München

Norbert Radermacher (* 1953 in Aachen) ist ein deutscher bildender Künstler, der besonders für seine Interventionen beziehungsweise Objekte im öffentlichen Raum bekannt ist.

## Leben
Radermacher studierte von 1973 bis 1979 an der Kunstakademie Düsseldorf, unter anderem bei Irmin Kamp.
1979 erhielt er ein Stipendium der Ernst Forberg Stiftung.
1980 brachte ihn ein Stipendium des Deutsch-Französischen Jugendwerks für ein Jahr nach Paris, das er sich erwanderte. Dabei entstand jeden Monat eine ortbezogene Arbeit im Stadtraum.
Mit einem Atelier im Künstlerhaus Bethanien, Berlin, war 1983 ein Umzug nach Berlin verbunden.
1985 stellte Radermacher dort in der Ausstellung 1945–1985: Kunst in der Bundesrepublik Deutschland in der Neuen Nationalgalerie aus.
1987 nahm Radermacher an der documenta 8 teil.
Von Philip Morris erhielt er 1988 ein Werkstatt-Stipendium.
Eine Gastprofessur führte Radermacher 1991 an die Akademie der bildenden Künste München.
Von 1992 bis 2018 war er Professor an der Kunsthochschule Kassel, zwischenzeitlich auch deren stellvertretender Rektor. 
Von 2004 bis 2010 war Radermacher Präsident des „Internationalen Künstlergremiums“. 
Radermacher lebt und arbeitet in Berlin.

## Auszeichnungen (Auswahl)
- 1985 Vordemberge-Gildewart-Stipendium
- 1989 RENTA-Preis, Nürnberg; August-Seeling-Preis, Duisburg
- 1990 Villa-Romana-Preis, Florenz

## Einzelausstellungen (Auswahl)
Zu den mit «K» gekennzeichneten Ausstellungen erschien ein Katalog.
- 1983 Moltkerei Werkstatt, Köln; Galerie Giannozzo, Berlin
- 1985 Künstlerhaus Bethanien, BerlinK
- 1987 Gesellschaft für Aktuelle Kunst, BremenK; Stadtgalerie SaarbrückenK; Galerie Mueller-Roth, StuttgartK
- 1988 Wilhelm-Hack-Museum, Ludwigshafen
- 1989 Wilhelm Lehmbruck Museum, Duisburg
- 1991 Staatsgalerie moderner Kunst, MünchenK; Stadtgalerie im Sophienhof, Kiel
- 1993 Institut für moderne Kunst, Nürnberg / Museum WiesbadenK
- 1994 Städtische Galerie Würzburg
- 1994 KasselerKunstVerein, Kassel
- 1995 Sprengel Museum HannoverK
- 1996 Neues Museum Weserburg, BremenK; De Zonnehof, Amersfoort (Niederlande)K

## Werk
Zahlreiche Arbeiten von Radermacher sind im öffentlichen Stadtraum platziert, „Stücke für Städte“, wie er sie nennt.
Sie finden sich unter anderem in Hamburg, Berlin, Bremen, Düsseldorf, Köln, Bonn, Duisburg, München, Stuttgart, Brüssel, Paris, Marseille, Saragossa, den Niederlanden oder der Schweiz.
An Brücken, Rampen, Verkehrsinseln, Mauern – an unprätentiösen „Unorten“, wo man keine Kunst erwarten würde, installiert Radermacher Objekte, die sich auch nicht auf den ersten Blick als Kunstwerke zu erkennen geben.
Radermachers „Denk-male“ wollen vom schweifenden Blick unvorbereitet gefunden werden, laden zum überraschten Innehalten ein.

„Gegen die Dimensionen der Stadt sind die Stücke klein. Wie der Rettungsring auf dem Ozeanriesen. Letztlich kann man sich nur daran festhalten.“

Für seine poetischen Interventionen verwendet Radermacher zumeist archetypische Formen wie beispielsweise das Gefäß, den Ring oder das Haus. Sie liefern dem Betrachter reichlich Anknüpfungspunkte, um Bedeutungen und Beziehungen zum Ort zu lesen. Eine bestimmte Bedeutung ist vom Künstler jedoch nicht beabsichtigt.
Die Objekte, die er ergänzt, sind meist von geringem Materialwert: eine Holzkiste, ein kleines Betonhäuschen. Seine Objekte zeugen auch nicht von künstlerischem Gestaltungswillen: ein schwarzer Bronzering am Geländer der Potsdamer Brücke in Berlin (1985), ein auf Lebensgröße vergrößertes Abbild eines Spielzeugpferdes, in Bronze gegossen, auf einem Fahrradparkplatz der Siemens AG, München (1992). Denn Radermacher geht es nicht darum, einen Ort zu verschönern. Vielmehr möchte Radermacher ihn um Bilder, „Urbilder“, wie er sagt, ergänzen, die ihm an diesem Ort zu fehlen scheinen.

„Er greift punktuell und behutsam in einen Ort ein, der erst durch diese Intervention für Bedeutungszuweisungen empfänglich wird, und thematisiert zugleich die Wahrnehmungsschwelle der Passanten. (…) Radermachers Blick ist der des Flaneurs, ausgerüstet mit einer Sensibilität für die Brüche und die mitunter groteske Logik zweckrational gestalteter Stadträume. Mit seinen subtilen Eingriffen in den öffentlichen Raum vertritt Rademacher eine konsequente Gegenposition zu einer vordergründig auftrumpfenden Auftragskunst.“

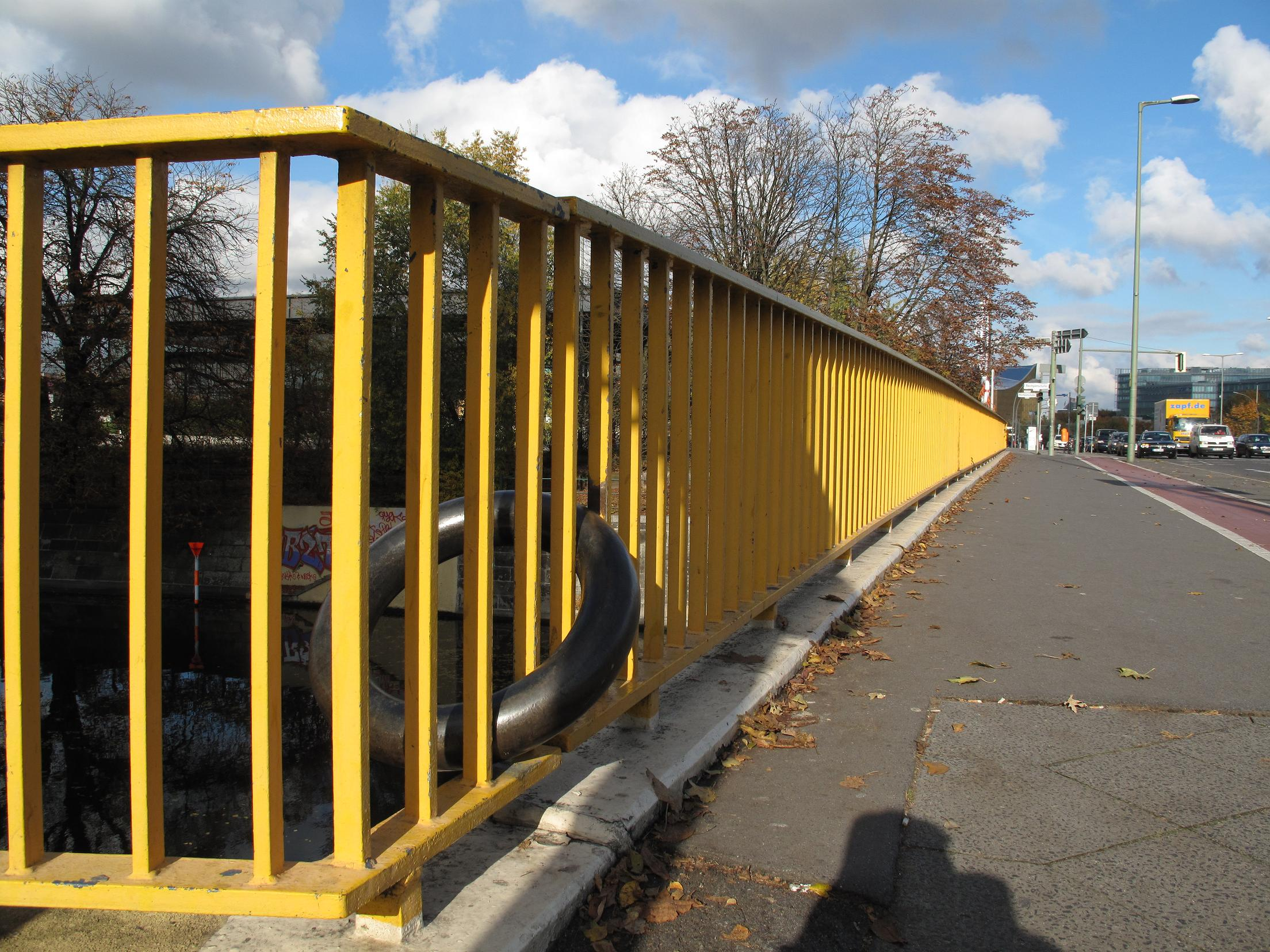
Norbert Radermacher, Der Ring, 1985. Standort: Potsdamer Brücke Berlin

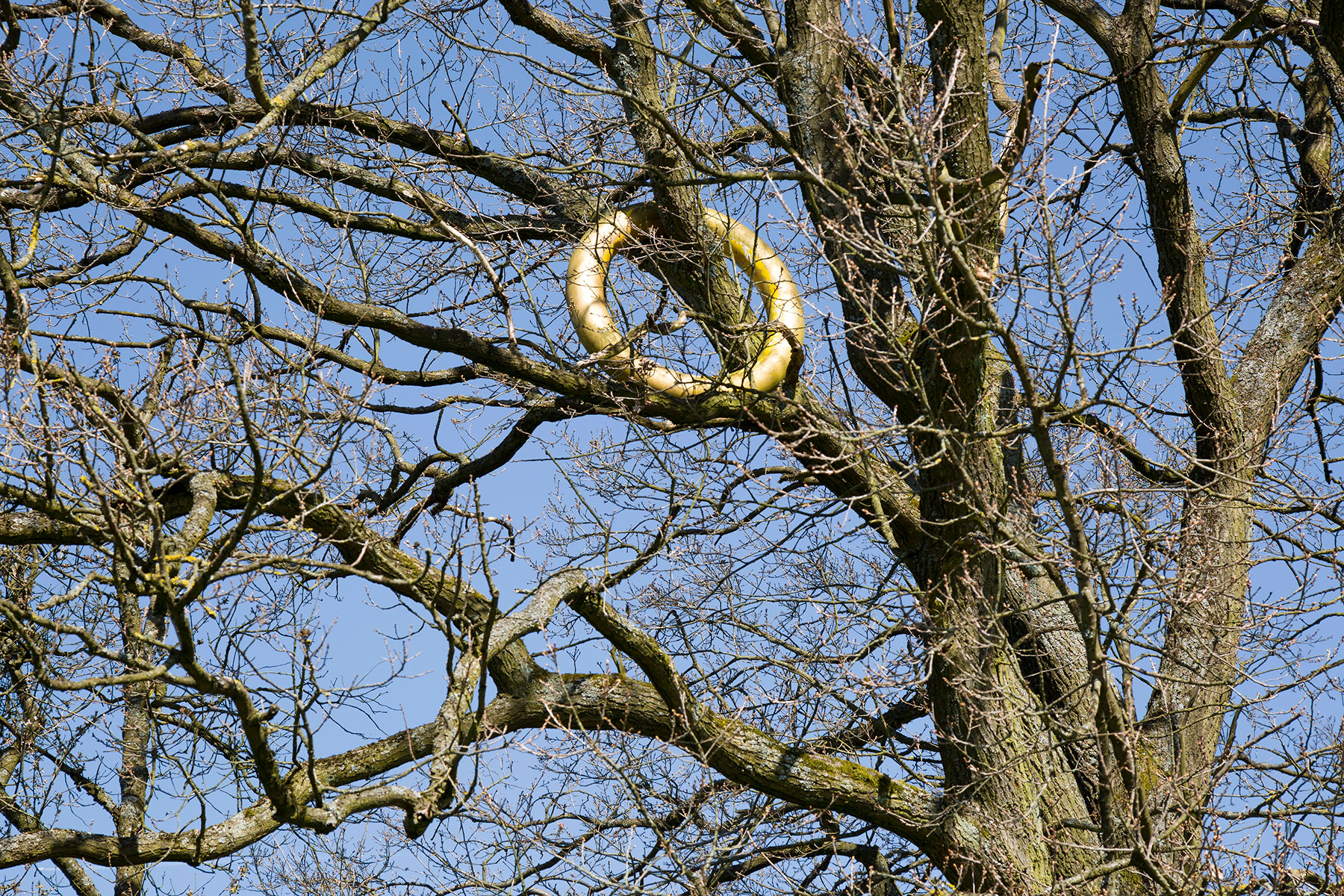
Norbert Radermacher, Der Ring, 1995, Ringdicke 17 cm, Außenmaß Ø 110 cm, Eisen verzinkt, mit Blattgold belegt. Standort: im Tal (Skulpturenpark) zwischen Hasselbach und Werkhausen

Radermachers Ring (1985) am Geländer der Potsdamer Brücke, Berlin, beispielsweise entstand anlässlich der Ausstellung 1945–1985: Kunst in der Bundesrepublik Deutschland in der Neuen Nationalgalerie nebenan. Ursprünglich (und bewusst) ohne Genehmigung der zuständigen Behörden angebracht, wurde das Kunstwerk bei Sanierungsarbeiten an der Brücke 1997/98 „entsorgt“.
Der zweite Bronzeguss, der heute zu sehen ist, wurde mit Genehmigung der Behörden angebracht.
Während der Ring für den einen Betrachter wie der Versuch anmutet, das sterile, funktionale Erscheinungsbild des Ingenieurbaus durch ein „Brücken-Piercing“ aufzuwerten, erkennt der andere eine dysfunktionale Replik eines ähnlich großen, in der Brückenmitte angebrachten Rettungsrings. Die symbolische Bedeutung eines Rings, der gemeinhin für Ewigkeit und Verbundenheit steht, gibt Anlass für weitere Assoziationen. Ein weiterer Ring Radermachers befindet sich seit 1995 in der Krone einer Eiche im Tal zwischen Hasselbach und Werkhausen.
Zur documenta 8 (1987) ironisierte Radermacher subtil die Allerweltsarchitektur eines Parkhauses, indem er – klassischen Gebäuden gleich – auf die Stützen zwei kleine graue Vasen setzte.
Das Gebäude (1987) ist ein kleines Betonhaus, das in die lange Betonbrüstung des U-Bahn-Zugangs an der Nordseite des Hauptbahnhofs Stuttgart eingepasst ist. Durch diese „Einlassung“ erscheint die Brüstung plötzlich wie eine Häuserflucht.
Der Schrein (1991) ist eine hochglänzende, schwarze Holzkiste in der Glasüberbauung eines Parkhausnotausgangs am Bonner Bahnhof.

## Fotogalerie

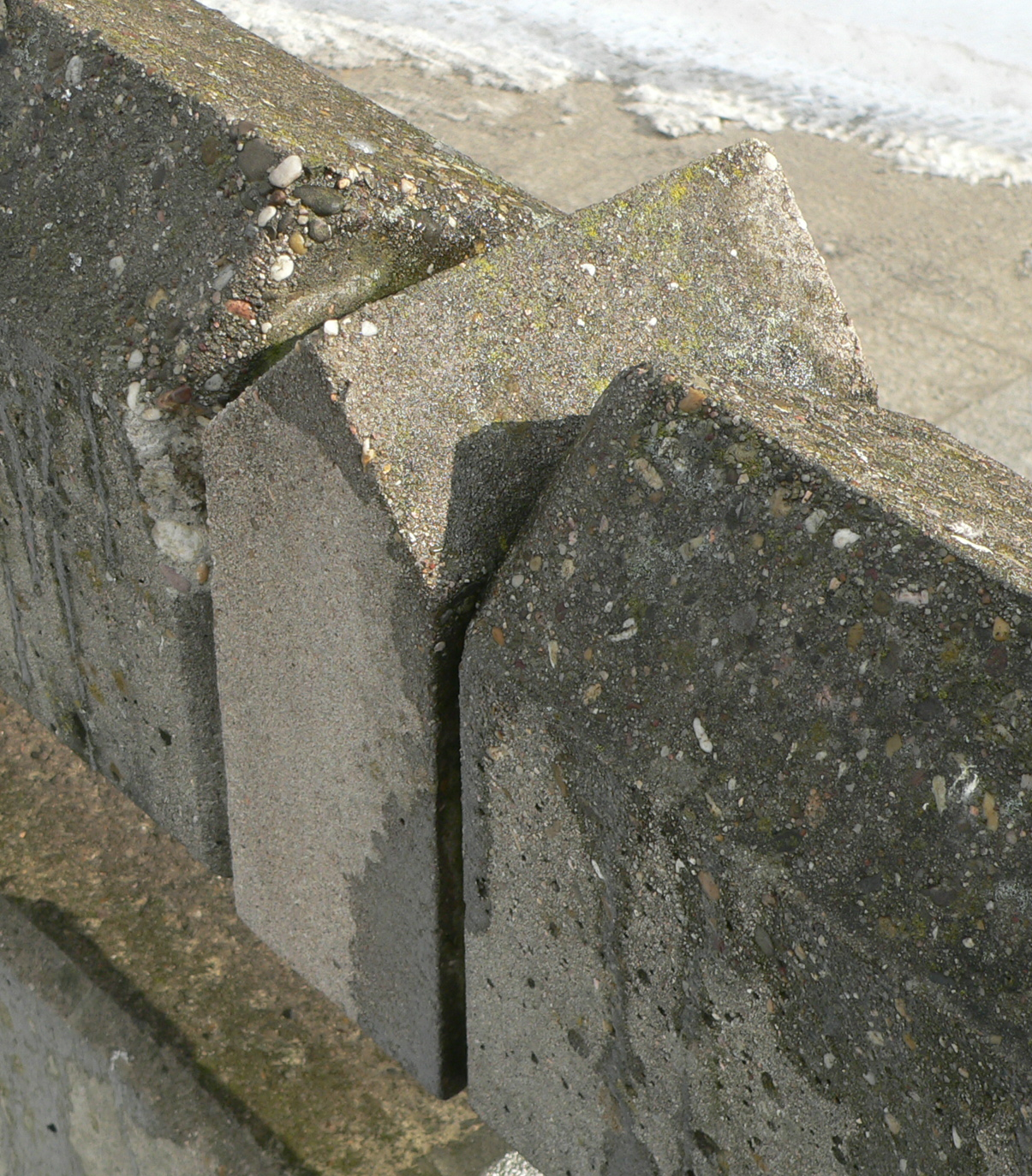
Das Gebäude (1987), Stuttgart
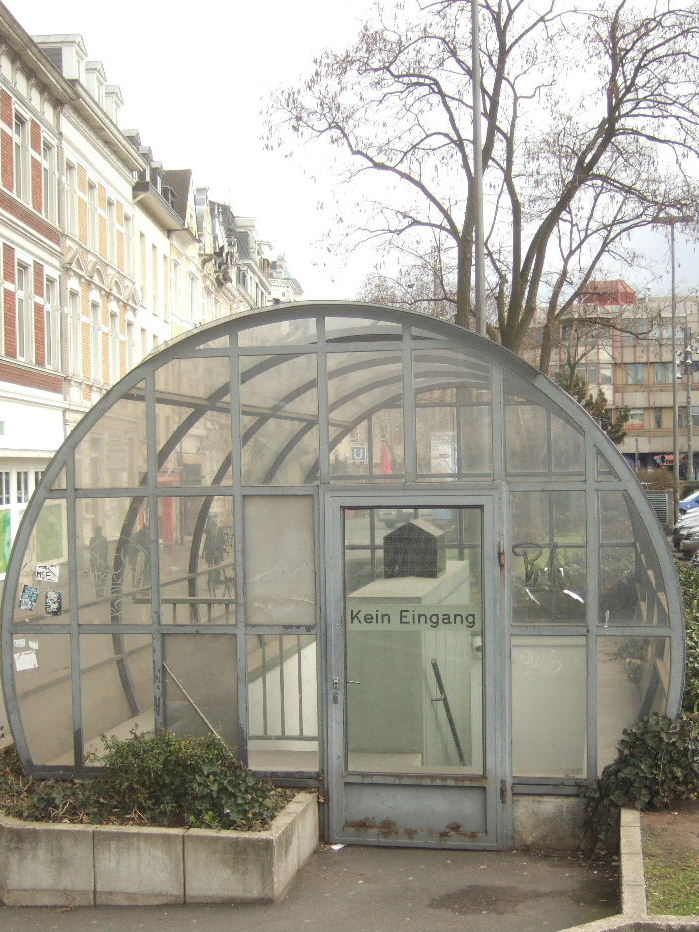
Der Schrein (1991), Bahnhofsvorplatz Bonn
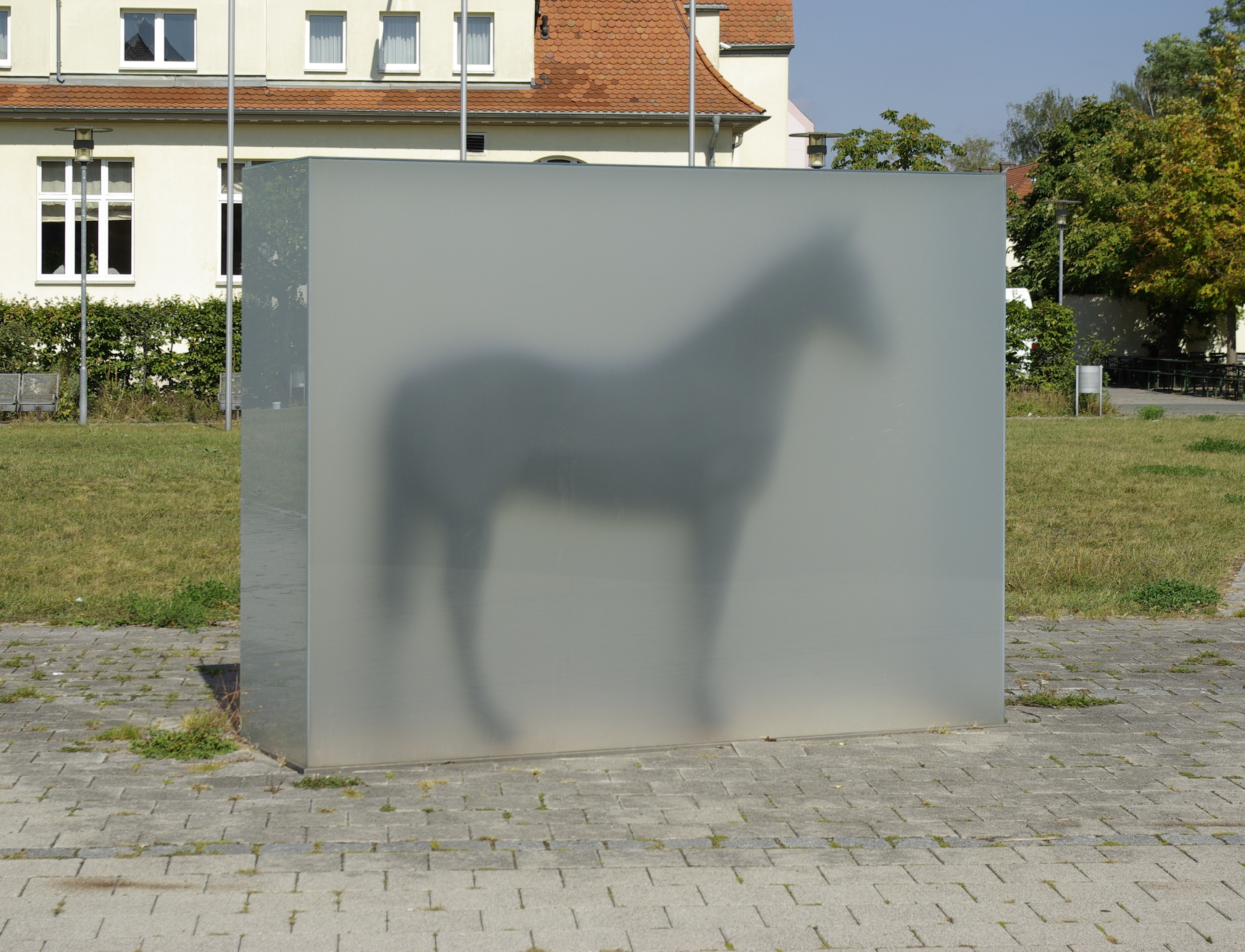
ARCA (Pferd in Glaskasten) (2003), Erlangen
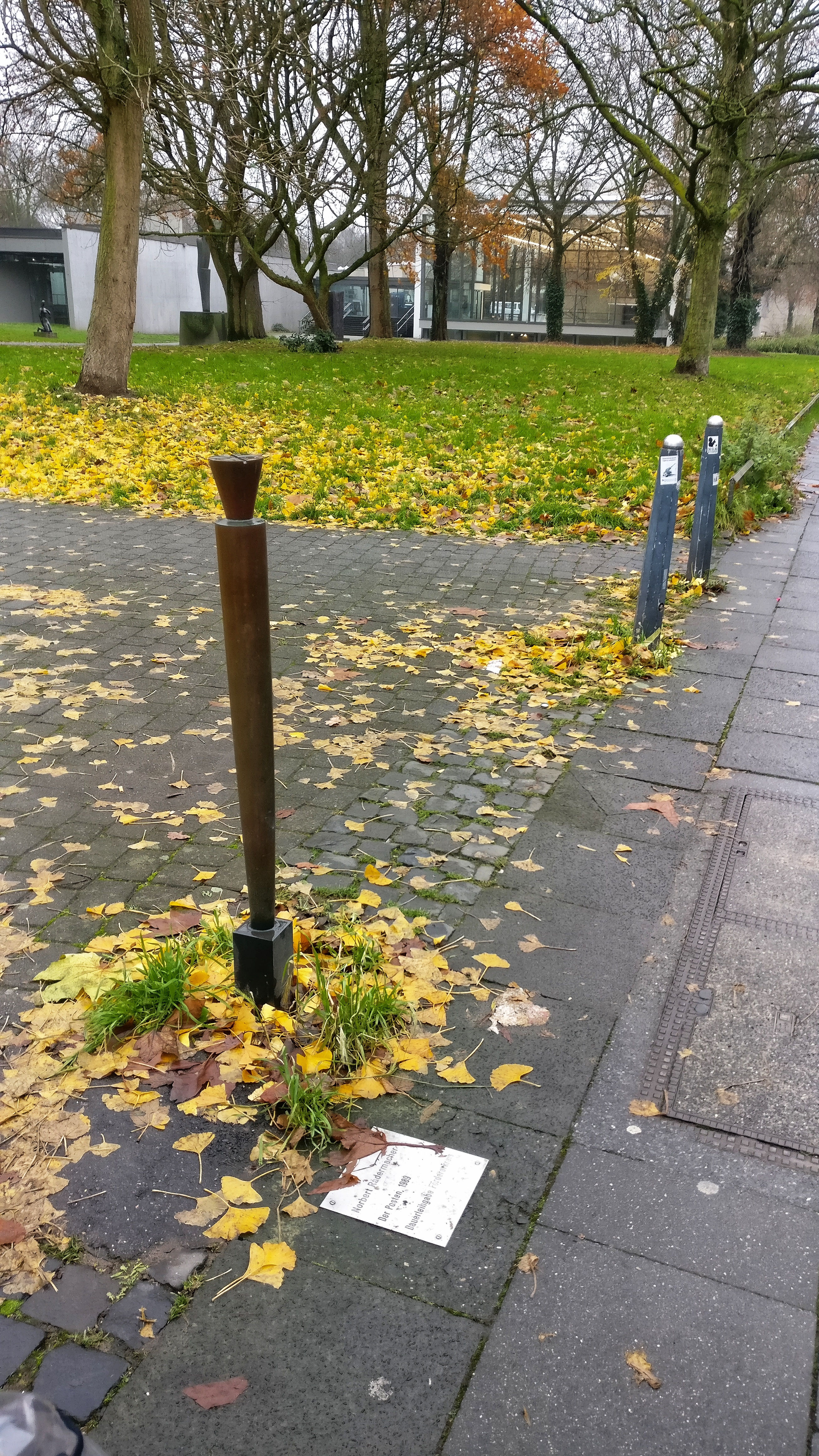
Der Posten (1989), Duisburg